# Copaxa curvilinea
Copaxa curvilinea är en fjärilsart som beskrevs av William Schaus 1912. Copaxa curvilinea ingår i släktet Copaxa och familjen påfågelsspinnare. Inga underarter finns listade i Catalogue of Life.